# Zoophthorus nigrescens
Zoophthorus nigrescens är en stekelart som först beskrevs av Morley 1926.  Zoophthorus nigrescens ingår i släktet Zoophthorus och familjen brokparasitsteklar. Inga underarter finns listade i Catalogue of Life.